# إكه-بوكورو

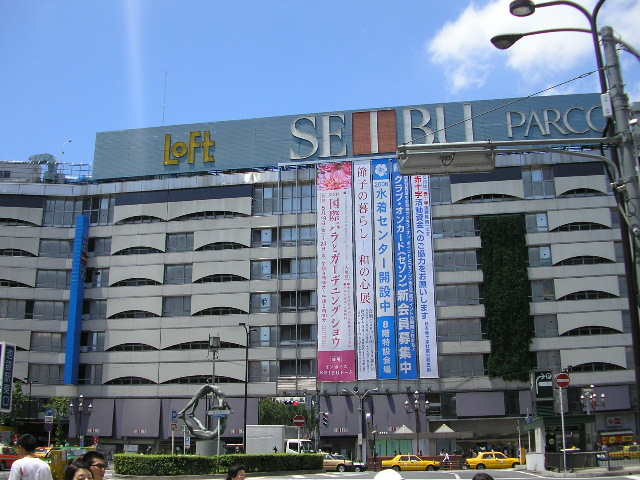
متجر سيبو، لوفت وباركو.

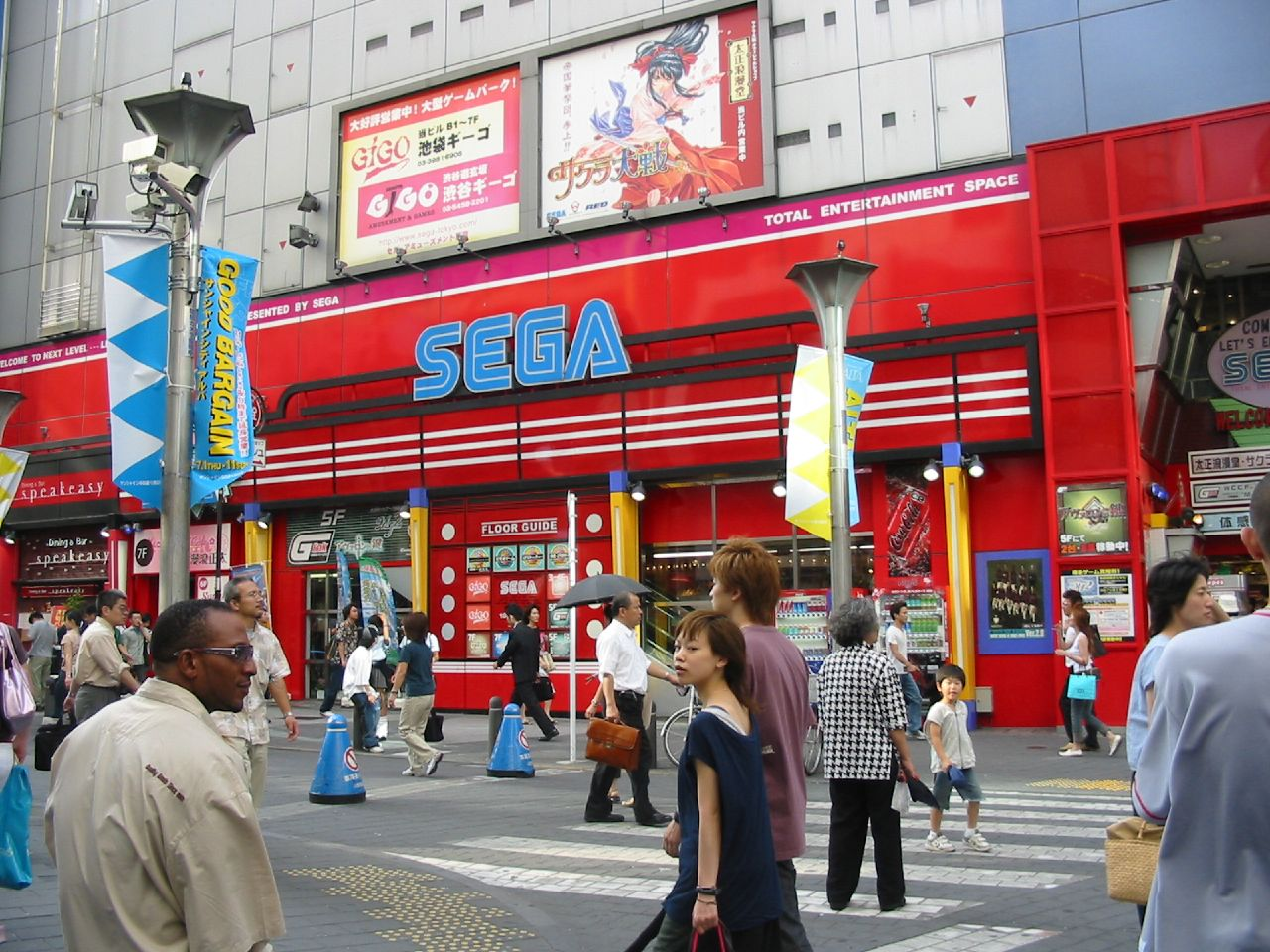
مركز سيغا للألعاب في إكه-بوكورو

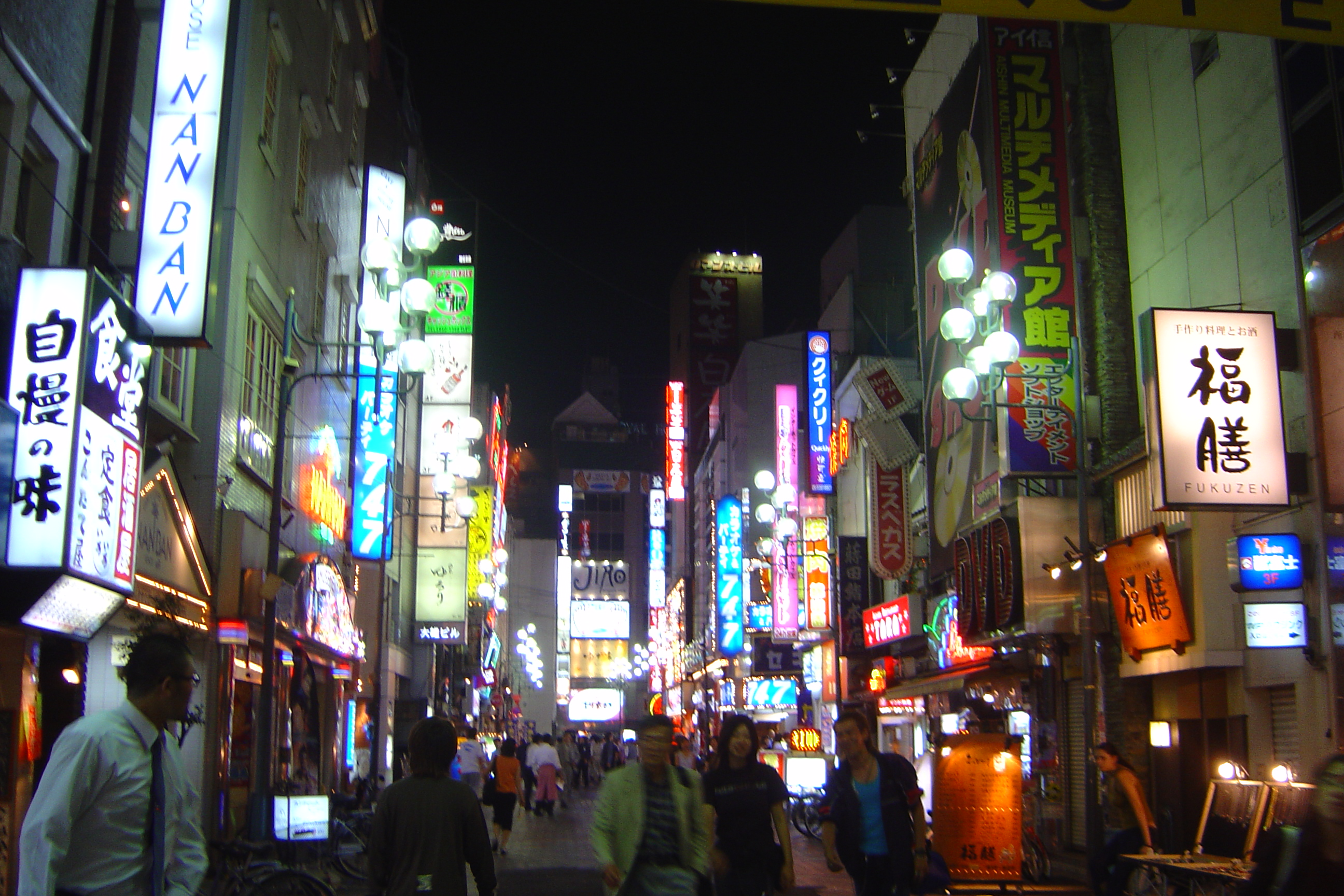
إكه-بوكورو في الليل

إكه-بوكورو (باليابانية: 池袋) هي أحد مناطق حي توشيما وتعدّ من المناطق التجارية والترفيهية في طوكيو، اليابان.
تقع محطة إكه-بوكورو في مركز المنطقة، وتضم عدد من خطوط السكك الحديدية وخطوط مترو الأنفاق. حيث تعدّ واحدة من محاور المواصلات الرئيسية في غرب خط يامانوته في طوكيو. تعدّ محطة إكه-بوكورو ثاني أكثر المحطات ازدحاما في اليابان بعد محطة شينجوكو.

## التسوق والمطاعم
يوجد حول المحطة متجرين كبيرين هما متجر سيبو ومتجر توبو. إلى الشرق من المحطة وعلى موقع سجن سوغامو ينتصب برج سنشاين 60، الذي كان أعلى مبنى في طوكيو في وقت بنائه. كما تمتلك شركتي ماروي وميتسكوشي متجرين في المنطقة. بالإضافة إلى متجر يتبع سلسلة بيغ كاميرا لبيع الأجهزة الكهربائية والإلكترونية.
يوجد في إكه-بوكورو عدد هائل من المطاعم التي تنشط في فترة بعد انتهاء العمل. كما يوجد مطعم يقدم المأكولات السورية باسم «بالميرا».

## تاريخ
كان موقع قرية إكه-بوكورو القديمة بالقرب وإلى الشمال الغربي من موقع محطة إكه-بوكورو اليوم. ومعظم المساحة التي بنيت عليها إكه-بوكورو الحديثة كانت تعرف سابقا باسم سوغامو. حيث أنه في فترتي تايشو وشووا جذبت هذه المنطقة الرخيصة أسعار الأراضي نسبيا العمال والفنانين الأجانب للاستقرار فيها. وعند تأسيس حي توشيما في العام 1932 أخذت المنطقة استقلالها تحت اسم إكه-بوكورو مورا (قرية إكه-بوكورو).
يعني اسم المنطقة حرفيا «كيس البحيرة». هناك ثلاث روايات تشرح أصل اسم المنطقة:
- التفسير الأول يقول أنه في الجزء الشمالي الشرقي من القرية كانت هناك بحيرة على شكل شخص يحمل كيس.
- التفسير الثاني فيقول أنه كان هناك عدد كبير من البحيرات في المنطقة من مختلف الأحجام (مما يعني ضمنا وجود حقيبة مليئة البحيرات).
- التفسير الثالث يقول هو أنه منذ فترة طويلة كان هناك سلحفاة خرجت من البحيرة تحمل حقيبة على ظهرها.

كما أنه يوجد تمثال صغير لبومة يقع بالقرب من وسط المدينة ويدعى إكه-فوكورو-زو (いけふくろう像)، بمعنى تمثال بومة البحيرة. قد يكون هذا التمثل إشارة إلى المنشأ الحقيقي للاسم الذي يطلق على إكه-بوكورو ولكن من الأرجح أنه شيد على شكل مجرد مزحة للعب بالكلمات وكنقطة جلب اهتمام من قبل إدارة المدينة. حيث يظهر اللعب بالكلمات من وجود تشابه بين كلمة «فوكورو» والتي تعني 'بومة' (على الرغم من أن لفظ كلمة فوكورو «كيس» تكون بدون وجود مد مثل كلمة فوكورو «بومة»).وعليه أصبح تمثال البومة من أحد أشهر نقاط العلام للقاء في إكه-بوكورو بشكل مشابه لتمثال هاتشيكو قرب محطة شيبويا.